# La ragazza di latta
La ragazza di latta è un film del 1970 diretto da Marcello Aliprandi. 
È una pellicola di satira sociale con elementi fantascientifici e costituisce il film d'esordio del regista. È stata anche doppiata in spagnolo col titolo La Mujer Robot. Ha vinto il Premio Italia nel 1972 (prima edizione).

## Trama
In una Ravenna apparentemente fantastica, Osvaldo Rossi è il giovane funzionario di una potente ditta, la "Smack O-Mat Corporation", i cui membri si sono adeguati a ferree regole conformistiche, usando tutti l'identico abbigliamento, portando tutti basettoni "ottocenteschi", e viaggiando tutti con lo stesso lussuoso tipo di automobile, prodotta dalla ditta. Osvaldo, al contrario, tenta a tutti i costi di dimostrarsi anticonformista: si muove su pattini a rotelle, non si lascia crescere la barba e passa il tempo libero a giocare con altri pochi amici non conformisti come lui.
I rapporti con la moglie Teodora non sono dissimili: anch'ella conformista, non manca di criticarlo apertamente per il suo mancato adeguarsi ai canoni della società in cui vive. Ad un certo punto, Osvaldo conosce una giovane ed attraente donna, in cui crede di scoprire una vera personalità e che gli appare veramente diversa da tutte le altre. Continuando nella sua lotta anticonformista, Osvaldo rifiuta addirittura l'offerta di cogestione della società, avanzatagli dal capo per vincere le sue resistenze.
In realtà, la ragazza è un robot ginoide, anch'esso creato dall'onnipresente "Smack O-Mat Corporation" col deliberato obiettivo di scardinare le difese del giovane. Quando se ne accorge, Osvaldo, colto da disperato furore, tenta di distruggerla. Quindi, ormai irrimediabilmente sconfitto, accetta l'offerta di cogestire la società, sposa la ragazza e si integra nel sistema.

## Produzione

### Ambientazione
L'ambientazione a Ravenna dà a volte al film caratteristiche peculiari, ed alcuni aspetti della città pervadono la sceneggiatura.
Ad esempio, in una scena, la ragazza di latta Sydne Rome bacia la statua del famoso condottiero Guidarello.

## Accoglienza

### Critica
Il giudizio dei critici è stato completamente diviso, e va da giudizi estremamente positivi: un'opera prima che si distingue per originalità e nitore (Tullio Kezich),  originalissimo e anticonformista (Roberto Poppi) a tremende stroncature: un prodotto terribilmente datato ed ideologicamente alquanto goffo (Enrico Lancia, Fabio Melelli), una commediola di costume (Gianni Canova).
(Tullio Kezich, Il Mille film. Dieci anni al cinema 1967-1977, Edizioni Il Formichiere)
(Roberto Poppi, I registi: dal 1930 ai giorni nostri)
(Enrico Lancia, Fabio Melelli, Le straniere del nostro cinema, Gremese editore, p. 106)
(Gianni Canova, Enciclopedia del cinema, p. 14)
(Gianfranco Casadio, Il cinema a Ravenna: luoghi, personaggi e film dalle origini agli anni Ottanta, p. 38)
(Alfonso Canziani, Cinema di tutto il mondo, p. 5)

## Riconoscimenti
- 1972 - Premio Italia